# Klic iz gora
Klic iz gora je zadnji samostojni studijski album Vojaškega orkestra Ljubljana in Moškega pevskega zbora Lesarji Slovenije, ki je izšel leta 1985 na glasbeni kaseti pri založbi ZKP RTV Ljubljana.

## Naslov in vsebina
Album nosi naslov po istoimenski koračnici (B3), ki jo je napisal dirigent orkestra Ladislav Leško.
Vsa besedila so slovenska, skladbe pa so uglasbili ali priredili slovenski skladatelji.

## Seznam posnetkov
| A stran | A stran             | A stran  | A stran    | A stran  | A stran |
| Št.     | Naslov              | Besedilo | Glasba     | Priredba | Dolžina |
| ------- | ------------------- | -------- | ---------- | -------- | ------- |
| 1.      | „Konjičkov skok‟    | E. Fritz | J. Golob   |          | 16:00   |
| 2.      | „Titovi graničarji‟ | M. Golar | E. Glavnik | L. Leško | 2:27    |

| B stran         | B stran                      | B stran                | B stran         | B stran            | B stran |
| Št.             | Naslov                       | Besedilo               | Glasba          | Priredba           | Dolžina |
| --------------- | ---------------------------- | ---------------------- | --------------- | ------------------ | ------- |
| 1.              | „Slavnostna uvertura‟        |                        | J. Golob        |                    | 5:12    |
| 2.              | „Gradimo most prijateljstva‟ | N. Maurer              | R. Gobec        | L. Leško           | 2:34    |
| 3.              | „Klic iz gora‟               |                        | L. Leško        |                    | 4:00    |
| 4.              | „Mi smo mladi bataljoni‟     | R. Gobec               | L. Leško        |                    | 2:43    |
| 5.              | „Pesem miru‟                 | E. Goncin / J. Miklavc | J. Chirescu     | R. Gobec, L. Leško | 1:45    |
| Skupna dolžina: | Skupna dolžina:              | Skupna dolžina:        | Skupna dolžina: | Skupna dolžina:    | 34:41   |

## Sodelujoči

### Vojaški orkester Ljubljana / Veliki pihalni orkester LJAO
- Ladislav Leško – dirigent pri posnetkih A1, B1, B2, B4 in B5
- Stjepan Kveštak – dirigent pri posnetkih A2 in B3

### Moški pevski zbor Lesarji Slovenije
poje na posnetkih: A2, B2, B4 in B5
- Tomaž Tozon – zborovodja

### Solisti
- Franc Javornik – bas na posnetkih A1 in A2
- Dragica Čarman – sopran na posnetku A1
- Edvard Sršen – bariton na posnetku A1
- Neven Belamarić – basbariton na posnetku A1
- Boris Juh – recitacija na posnetku A1

### Produkcija
- Jure Robežnik – urednik
- Ati Soss – producent za posnetke A1, B1 in B3
- Matjaž Culiberg – tonski mojster za posnetke A1, B1 in B3
- Tomaž Tozon – urednik in producent za posnetke A2, B2, B4 in B5
- Vinko Rojc – tonski mojster za posnetke A2, B2, B4 in B5
- S. Krševan – fotografija
- M. Homšak – oblikovanje